# Wandlitz
Wandlitz er en amtsfri kommune i landkreis Barnim i Brandenburg. Den blev oprettet den 26. oktober 2003 som et resultat af Brandenburgs områdereform af ni oprindeligt selvstændige kommuner  Den eponyme tidligere kommune Wandlitz er et distrikt i den nye kommune Wandlitz.

## Inddeling
Siden den kommunale områdereform 2003 har følgende tidligere selvstændige landsbyer og bebyggelser været en del af den nye kommune Wandlitz:

### Landsbyer og bydele
- Basdorf
- Klosterfelde
- Lanke
- Prenden
- Schönerlinde
- Schönwalde
- Stolzenhagen
- Wandlitz

### Bebyggelser
De følgende bebyggelser er en del af Wandlitz:
- Arendsee
- Bogensee
- Büttners Ausbau
- Dammsmühle
- Annenhof (tidligere: Emilienhof)
- Gänseluch
- Gorinsee
- Heinrich-Heine-Ring
- Karl-Marx-Siedlung
- Kolonie Rahmer See
- Kolonie West
- Marienwalde
- Neudorf
- Ützdorf
- Waldheim

Vandskellet mellem Nordsøen og Østersøen løber gennem Wandlitzområdet mellem Wandlitzer See og Liepnitzsee.

## Historie
Landsbyen blev første gang nævnt skriftligt i 1242 i forbindelse at markgreverne Johann 1. og Otto 3. solgte den til Lehnin-klosteret. Under sekulariseringen i 1542 blev stedet en del af det nystiftede kurfyrste af Brandenburgs Amt Mühlenbeck. Efter at befolkningen var blevet decimeret under Trediveårskrigen, begyndte den gradvist at vokse igen i det 18. og 19. århundrede.
Med indvielsen af jernbanestrækningen Berlin–Groß Schönebeck, Heidekrautbahn, den 21. maj 1901, blev den afgørende forudsætning for yderligere økonomisk opsving endelig skabt. I hurtig rækkefølge blev der bygget adskillige landejendomme og villaer ved Wandlitz-søen. I 1907/08 blev villakolonien ved Drei Heilige Pfühle bygget som resultat af en arkitektkonkurrence. I 1920'erne grundlagde kunstnere en boligkoloni på den sydøstlige bred af Rahmersee. Wandlitzsee lido blev åbnet i 1923 og banegårdsbygning, bygget i Stil der Neuen Sachlichkeit af Wilhelm Wagner, blev åbnet i 1927. Kommunens rådhus ligger i Wandlitz-distriktet og blev udvidet i 2010'erne.

## Galleri
- Landsbykirke i Gammel Wandlitz
- Katolsk kirke i det nye kvarter Wandlitzsee
- Landsbykirke ved Basdorf
- Gammelt landsbyhus i Schönwalde
- Lanke Palads
- Landsbykirke i Schönerlinde
- Landsbykirke i Klosterfelde
- Landsbykirke i Stolzenhagen
- Landsbykirke i Prenden
- Kirke i Lanke
- Obersee i Lanke